# 防衛大臣政務官
防衛大臣政務官（ぼうえいだいじんせいむかん、英語: Parliamentary Vice-Minister of Defense）は、日本の防衛省を担当する大臣政務官。定数は2名。

## 概要
2007年（平成19年）1月9日、防衛庁が防衛省に改組されたのにともない、防衛大臣政務官が新設された。なお、従前の防衛庁は内閣府の外局とされていたが、大臣庁であったため、大臣政務官と同等の長官政務官が設置されていた。しかし、庁から省への昇格に併せ、防衛庁長官政務官は廃止された。

## 歴代防衛大臣政務官
大臣政務官は定数が2人であることから複数名が任命されることがあるため、通常代数の表記は行わない（よって、本表においても代数の欄は設けない）。
| 防衛大臣政務官 | 防衛大臣政務官 | 防衛大臣政務官 | 防衛大臣政務官 | 防衛大臣政務官               |
| 内閣           | 内閣           | 氏名           | 氏名           | 期間                         |
| -------------- | -------------- | -------------- | -------------- | ---------------------------- |
| 第1次安倍内閣  | 第1次安倍内閣  | 大前繁雄       | 北川イッセイ   | 2007年1月9日-2007年8月27日   |
|                | 改造内閣       | 寺田稔         | 秋元司         | 2007年8月29日-2007年9月26日  |
| 福田康夫内閣   | 福田康夫内閣   | 寺田稔         | 秋元司         | 2007年9月27日-2008年8月2日   |
|                | 改造内閣       | 武田良太       | 岸信夫         | 2008年8月6日-2008年9月24日   |
| 麻生内閣       | 麻生内閣       | 武田良太       | 岸信夫         | 2008年9月29日-2009年9月16日  |
| 鳩山由紀夫内閣 | 鳩山由紀夫内閣 | 楠田大蔵       | 長島昭久       | 2009年9月18日-2010年6月8日   |
| 菅直人内閣     | 菅直人内閣     | 楠田大蔵       | 長島昭久       | 2010年6月9日-2010年9月17日   |
|                | 第1次改造内閣  | 松本大輔       | 広田一         | 2010年9月21日-2011年1月14日  |
|                | 第2次改造内閣  | 松本大輔       | 広田一         | 2011年1月18日-2011年9月2日   |
| 野田内閣       | 野田内閣       | 下条みつ       | 神風英男       | 2011年9月5日-2012年1月12日   |
|                | 第1次改造内閣  | 下条みつ       | 神風英男       | 2012年1月13日-2012年6月7日   |
|                | 第2次改造内閣  | 下条みつ       | 神風英男       | 2012年6月8日-2012年10月1日]  |
|                | 第3次改造内閣  | 宮島大典       | 大野元裕       | 2012年10月2日-2012年12月26日 |
| 第2次安倍内閣  | 第2次安倍内閣  | 左藤章         | 佐藤正久       | 2012年12月27日-2013年9月30日 |
| 第2次安倍内閣  | 第2次安倍内閣  | 木原稔         | 若宮健嗣       | 2013年9月30日-2014年9月3日   |
|                | 改造内閣       | 原田憲治       | 石川博崇       | 2014年9月4日-2014年12月24日  |
| 第3次安倍内閣  | 第3次安倍内閣  | 原田憲治       | 石川博崇       | 2014年12月25日-2015年10月7日 |
|                | 第1次改造内閣  | 熊田裕通       | 藤丸敏         | 2015年10月7日-2016年8月5日   |
|                | 第2次改造内閣  | 小林鷹之       | 宮澤博行       | 2016年8月5日-2017年8月7日    |
|                | 第3次改造内閣  | 大野敬太郎     | 福田達夫       | 2017年8月7日-2017年11月1日   |
| 第4次安倍内閣  | 第4次安倍内閣  | 大野敬太郎     | 福田達夫       | 2017年11月2日-2018年10月2日  |
|                | 第1次改造内閣  | 山田宏         | 鈴木貴子       | 2018年10月4日-2019年9月13日  |
|                | 第2次改造内閣  | 岩田和親       | 渡辺孝一       | 2019年9月13日-2020年9月18日  |
| 菅義偉内閣     | 菅義偉内閣     | 大西宏幸       | 松川るい       | 2020年9月18日-2021年10月6日  |
| 第1次岸田内閣  | 第1次岸田内閣  | 大西宏幸       | 岩本剛人       | 2021年10月6日-2021年11月11日 |
| 第2次岸田内閣  | 第2次岸田内閣  | 中曽根康隆     | 岩本剛人       | 2021年11月11日-2022年8月12日 |
|                | 第1次改造内閣  | 小野田紀美     | 木村次郎       | 2022年8月12日-2023年9月15日  |
|                | 第2次改造内閣  | 松本尚         | 三宅伸吾       | 2023年9月15日-2024年10月1日  |
| 第1次石破内閣  | 第1次石破内閣  | 松本尚         | 三宅伸吾       | 2024年10月3日-2024年11月13日 |
| 第2次石破内閣  | 第2次石破内閣  | 金子容三       | 小林一大       | 2024年11月13日-              |